# Christian Clages
Christian Clages (* 21. Juni 1955 in Berlin) ist ein deutscher Diplomat im Ruhestand. Er war zuletzt von August 2018 bis Juli 2021 Leiter der Deutschen Vertretung in den Palästinensischen Autonomiegebieten mit Sitz in Ramallah (Westjordanland).

## Leben
Nach dem Abitur begann Clages 1976 ein Studium der Geschichte und der Volkswirtschaft, das er mit einem Magister abschloss. Clages ist verheiratet und hat drei Kinder.

## Laufbahn
1985 trat er in den Auswärtigen Dienst ein und war nach Abschluss der Attachéausbildung von 1987 bis 1989 Mitarbeiter an der Botschaft in Saudi-Arabien. Nach einer darauf folgenden Verwendung an der Ständigen Vertretung bei den Vereinten Nationen in New York City, war er zwischen 1992 und 1995 Leiter des Büros der Deutschen Humanitären Hilfe in Zagreb. Danach war er Mitarbeiter im Auswärtigen Amt und während dieser Zeit (von 1996 bis 1998) auch Mitarbeiter im Büro des Hohen Repräsentanten für Bosnien und Herzegowina. Zwischen 1999 und 2003 war er Leiter einer Arbeitsgruppe im Bundeskanzleramt.
Nach einer anschließenden Verwendung als Leiter der Politischen Abteilung in der Ständigen Vertretung bei der NATO in Brüssel, war er zwischen 2006 und 2009 Botschafter in Ruanda. Von 2009 bis 2013 war Christian Clages Botschafter der Bundesrepublik Deutschland in Senegal. Als solcher erfolgte zugleich seine Akkreditierung als Botschafter in Gambia, Guinea-Bissau und Kap Verde an der Deutschen Botschaft Dakar. Von 2013 bis 2015 war er Botschafter im Libanon. Von 2015 bis 2018 war Clages Sonderbeauftragter für die Sahelzone.
Von August 2018 bis Juli 2021 bekleidete er das Amt des Leiters der Deutschen Vertretung in Ramallah, das in den Palästinensischen Autonomiegebieten im Westjordanland liegt.
Christian Clages und der Generalkonsul Frankreichs in Jerusalem, Pierre Cochard, verliehen am 13. Dezember 2018 gemeinsam den deutsch-französischen Preis für Menschenrechte und Rechtsstaatlichkeit an Daoud Nassar, den Gründer des „Tent of Nations“. Dieses Projekt setzt sich seit fast 20 Jahren für die Verständigung zwischen Israelis und Palästinensern ein.
Im August 2021 wurde Clages in Ramallah abgelöst von Oliver Owcza.